# Pietro del Portogallo, conte di Urgell

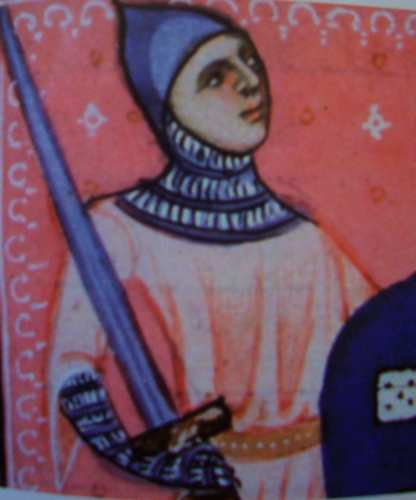
Miniatura di Pietro del Portogallo

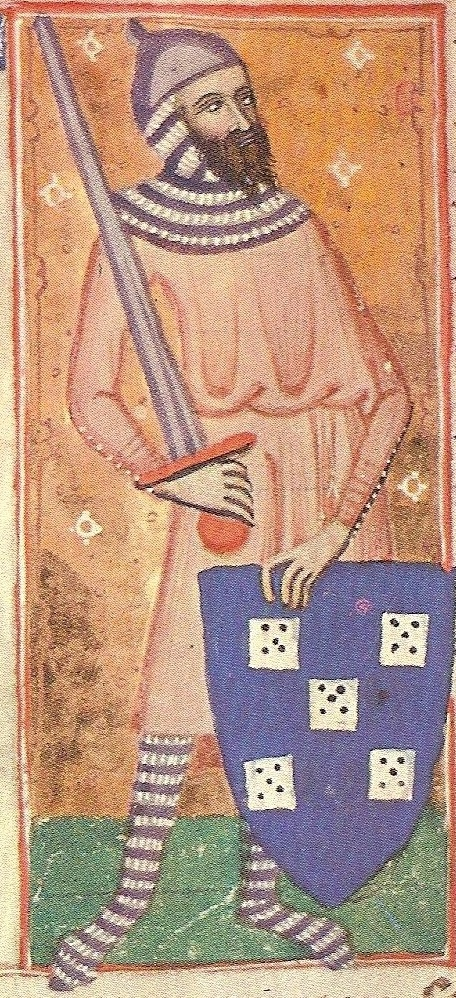
Pietro del Portogallo, signore di Maiorca

Pietro Sánchez, Pedro in portoghese, Pere in catalano (Coimbra, 23 marzo 1187 – Maiorca, 2 giugno 1258), fu prima conte consorte di Urgell (1229-1231), poi conte titolare di Urgell (1231-1231) e infine signore di regno di Maiorca dal 1231 fino alla sua morte.

## Origine
Secondo il Nobiliario di Pietro Alfonso, conte di Barcelos, era il figlio terzogenito del re del Portogallo Sancho I e della moglie, Aldonza (1160-1198), che secondo gli Ex Gestis Comitum Barcinonensium era la figlia della regina di Aragona Petronilla (secondo la Ex Brevi Historia Comitum Provinciæ e familia comitum Barcinonensium era figlia del re d'Aragona e conte di Sobrarbe e Ribagorza, Ramiro II e della moglie, Matilde o Agnese) e del conte di Barcellona Raimondo Berengario IV e quindi sorella del sovrano della corona d'Aragona, Alfonso II.
Sancho I del Portogallo, sempre secondo il Nobiliario di Pietro Alfonso, conte di Barcelos, era il figlio del re del Portogallo Alfonso I e della moglie, Mafalda, che secondo la Chronica Albrici Monachi Trium Fontium era la principessa Mafalda di Savoia (1125-1158), figlia secondogenita del conte di Savoia Amedeo III e di Mafalda d'Albon.

## Biografia
Secondo il Chronicon Conimbricensi Pietro (Rex Dñs Petrus filius Regis Sancii et Reginæ Dñæ Dulciæ) nacque il 23 marzo (X kalendas Aprilis) 1187.
Il cronista Rodrigo Jiménez de Rada, nel suo De Rebus Hispaniæ lo enumera come il secondo dei figli maschi (dopo Alfonso) di Sancho I e Dolce di Barcellona.
Pietro viene citato, assieme ai fratelli Alfonso e Ferdinando, e alle sorelle, Teresa e Sancha nel documento n° 9 delle Provas da Historia Genealogica da Casa Real Portugueza, inerente a una donazione fatta, nel 1189, dai suoi genitori, Sancho e Dolce al Mosteiro de Santa Maria de Alcobaça.
Pietro viene inoltre citato, assieme ai fratelli e alle sorelle, nel testamento redatto dal padre Sancho, nell'ottobre del 1209, che compare come documento 10 delle Provas da Historia Genealogica da Casa Real Portugueza, dove, stabilito che Alfonso gli sarebbe successo, a ciascuno di loro assegnava denaro e/o proprietà.
Alla morte del padre, nel 1212, il nuovo re Alfonso II si rifiutò di ottemperare alle disposizioni testamentarie; le sue sorelle Teresa, Sancha e Mafalda che avevano ricevuto in eredità tre castelli, unitamente alle rispettive città, con le relative rendite, reclamarono vivacemente. Ma Alfonso II, invocando l'inalienabilità delle proprietà della corona, rifiutò di consegnarle.
Da questo fatto nacque una disputa tra il re e le tre sorelle, che avevano l'appoggio di Pietro e di buona parte della nobiltà; la disputa ben presto degenerò in un conflitto, in cui intervenne anche il marito separato di Teresa, il re del León Alfonso IX, che conquistò Coimbra. Intervenne allora anche il re di Castiglia Alfonso VIII, in favore di re Alfonso.
La guerra civile si protrasse per circa cinque anni e, alla fine, vide il re vincitore.
Pietro dovette lasciare il Portogallo e si rifugiò in León, dove la sorella Teresa era stata regina, e dall'ex cognato, Alfonso IX di León, che era stato suo alleato durante la guerra civile, ottenne l'incarico di Maggiordomo (responsabile del palazzo), che tenne dal 23 settembre 1223 al 18 agosto 1230.
In quegli stessi anni andò anche in Marocco, dove fu al servizio del Miramolim (Amir al-Mu'minin, comandante dei credenti) degli Almohadi, in Aragona e in Catalogna, dove il re di Aragona Giacomo I, lo accolse benevolmente, concedendogli una proprietà nel Camp de Tarragona.
Come ci viene confermato sia dal cronista Rodrigo Jiménez de Rada, nel suo De Rebus Hispaniæ, che dalle Pruebas de la Historia de la Casa de Lara, il 15 luglio del 1229, a Valls, Pietro sposò la contessa d'Urgell Aurembiaix (1196-1231), che come ci confermano sia la Historia de los condes de Urgel, Tomo I, che la Pruebas de la Historia de la Casa de Lara fu l'unica figlia del conte di Urgell Ermengol VIII e della moglie, la contessa di Subirats, Elvira Perez († dopo il luglio 1220), figlia del Signore de Molina e Mesa, XIII visconte di Narbona, il conte Pedro Manrique de Lara (?-1202) e della moglie, Sancha di Navarra (1148-1176), figlia del signore di Monzón e Logroño e re di Pamplona, García IV Ramírez detto il Restauratore, e di Urraca Alfonso di Castiglia, figlia illegittima del re di León e Castiglia, Alfonso VII e di Urraca Fernández de Castro.
La Historia de los condes de Urgel, Tomo I, ci riporta il documento del contratto matrimoniale.
La contessa Aurembiaix de Urgell era al suo secondo matrimonio essendosi separata, da un anno circa, dal signore della Casa di Castro, Álvaro Pérez de Castro «el Castellano», sposato, nel 1212 e poi nel 1228, per avere l'aiuto del re d'Aragona Giacomo I, a riconquistare la contea di Urgell, scacciandone Guerau IV di Cabrera (fu scacciato in quello stesso anno), aveva firmato un accordo di concubinaggio con lo stesso Giacomo I, che prevedeva, che in mancanza di eredi la contea di Urgell andasse a Giacomo I (il contratto ci viene fornito dalla Historia de los condes de Urgel, Tomo I).
Nel 1230 Pietro fece un giuramento di fedeltà al re di Aragona Giacomo I (il documento ci viene fornito dalla Historia de los condes de Urgel, Tomo I), e, lasciato l'incarico di maggiordomo del León, aiutò il vescovo di Tarragona a conquistare l'isola di Ibiza ai Mori.
Nel 1231, alla morte di sua moglie, nel mese di settembre, divenne il conte effettivo di Urgell, come aveva deciso la moglie con il testamento, redatto un mese prima della morte (la Historia de los condes de Urgel, Tomo I, ci riporta il testamento)
La contea però era reclamata anche da Ponzio IV di Cabrera.
Intervenne il re di Aragona Giacomo I e, secondo il documento cap. 12 della Provas da Historia Genealogica da Casa Real Portugueza, tomo I, nel 1231, Pietro sottoscrisse un accordo con Giacomo I, in cui accettava di restituirgli la contea di Urgell, che gli sarebbe spettata a Giacomo, secondo l'accordo che aveva stipulato con Aurembiaix, nel 1228, e, in cambio, Giacomo I, pur mantenendo il titolo di re concedeva a Pietro, per la durata della sua vita, la sovranità sul regno di Maiorca, con il titolo di Signore delle Baleari (la Historia de los condes de Urgel, Tomo I, ci riporta il documento del contratto stipulato da Pietro del Portogallo e Giacomo I d'Aragona).
Nel documento n° 2947 delle Layettes du Trésor des Chartes II di suo nipote Alfonso, conte delle Fiandre, Pietro viene citato come zio paterno signore del regno di Maiorca (patruus noster P. dominus regni Majoricarum).
Fino al 1244 si occupò della sua signoria, partecipando anche alla conquista di Ibiza nel 1235.
Nel 1244 perse la signoria di Maiorca: la scambiò con alcune signorie a nord di Valencia: Morella, Almenara, Castelló e Segorbe, per partecipare, assieme a Giacomo I, alla conquista del regno di Valencia, nel 1245.
Poi, nel 1247, si recò in Portogallo per aiutare il nuovo re, il nipote, Alfonso III il Restauratore, partecipando alla presa di Siviglia. Infine, tra il 1250 e il 1251, ricambiò le signorie valenziane con la signoria delle Baleari, dove morì nel 1258, restituendo il regno di Maiorca al re d'Aragona Giacomo I.
Pietro fu tumulato nella chiesa di san Francesco a Maiorca.

## Discendenza
Pietro non ebbe discendenza legittima. ma da un'amante di cui non si conosce il nome ebbe due figli illegittimi:
- Rodrigo de Urgel “il Magistro”, citato nella Provas da Historia Genealogica da Casa Real Portugueza, tomo I[31], sepolto nella chiesa di Santa Cruz di Coimbra
- Fernando Pedro de Urgell, citato nella Provas da Historia Genealogica da Casa Real Portugueza, tomo I[31], sepolto nella chiesa di Santa Cruz di Coimbra.

## Ascendenza
|                                      |                                       |                                      | Genitori                 |  |  | Nonni |  |  | Bisnonni              |  |  | Trisnonni             |  |
|                                      |                                       |                                      |                          |  |  |       |  |  | Enrico del Portogallo |  |  | Roberto I di Borgogna |  |
|                                      |                                       |                                      |                          |  |  |       |  |  | Enrico del Portogallo |  |  | Roberto I di Borgogna |  |
|                                      |                                       | Sibilla di Barcellona                |                          |  |  |       |  |  | Enrico del Portogallo |  |  |                       |  |
| Alfonso I del Portogallo             |                                       |                                      |                          |  |  |       |  |  | Enrico del Portogallo |  |  |                       |  |
|                                      |                                       | Teresa di León                       | Alfonso VI di León       |  |  |       |  |  |                       |  |  |                       |  |
|                                      |                                       | Teresa di León                       | Alfonso VI di León       |  |  |       |  |  |                       |  |  |                       |  |
|                                      |                                       | Teresa di León                       | Jimena Núñez de Lara     |  |  |       |  |  |                       |  |  |                       |  |
| Sancho I del Portogallo              |                                       | Teresa di León                       |                          |  |  |       |  |  |                       |  |  |                       |  |
|                                      |                                       | Amedeo III di Savoia                 | Umberto II di Savoia     |  |  |       |  |  |                       |  |  |                       |  |
|                                      |                                       | Amedeo III di Savoia                 | Umberto II di Savoia     |  |  |       |  |  |                       |  |  |                       |  |
|                                      |                                       | Amedeo III di Savoia                 | Giselda di Borgogna      |  |  |       |  |  |                       |  |  |                       |  |
| Mafalda di Savoia                    |                                       | Amedeo III di Savoia                 |                          |  |  |       |  |  |                       |  |  |                       |  |
|                                      |                                       | Adelaide                             | …                        |  |  |       |  |  |                       |  |  |                       |  |
|                                      |                                       | Adelaide                             | …                        |  |  |       |  |  |                       |  |  |                       |  |
|                                      |                                       | Adelaide                             | …                        |  |  |       |  |  |                       |  |  |                       |  |
| Pietro del Portogallo                |                                       | Adelaide                             |                          |  |  |       |  |  |                       |  |  |                       |  |
|                                      | Raimondo Berengario III di Barcellona | Raimondo Berengario II di Barcellona |                          |  |  |       |  |  |                       |  |  |                       |  |
|                                      | Raimondo Berengario III di Barcellona | Raimondo Berengario II di Barcellona |                          |  |  |       |  |  |                       |  |  |                       |  |
|                                      | Raimondo Berengario III di Barcellona | Matilde d'Altavilla                  |                          |  |  |       |  |  |                       |  |  |                       |  |
| Raimondo Berengario IV di Barcellona | Raimondo Berengario III di Barcellona |                                      |                          |  |  |       |  |  |                       |  |  |                       |  |
|                                      |                                       | Dolce I di Provenza                  | Gilberto I di Gévaudan   |  |  |       |  |  |                       |  |  |                       |  |
|                                      |                                       | Dolce I di Provenza                  | Gilberto I di Gévaudan   |  |  |       |  |  |                       |  |  |                       |  |
|                                      |                                       | Dolce I di Provenza                  | Gerberga di Provenza     |  |  |       |  |  |                       |  |  |                       |  |
| Dolce di Barcellona                  |                                       | Dolce I di Provenza                  |                          |  |  |       |  |  |                       |  |  |                       |  |
|                                      |                                       | Ramiro II d'Aragona                  | Sancho Ramírez d'Aragona |  |  |       |  |  |                       |  |  |                       |  |
|                                      |                                       | Ramiro II d'Aragona                  | Sancho Ramírez d'Aragona |  |  |       |  |  |                       |  |  |                       |  |
|                                      |                                       | Ramiro II d'Aragona                  | Felicia di Ramerupt      |  |  |       |  |  |                       |  |  |                       |  |
| Petronilla d'Aragona                 |                                       | Ramiro II d'Aragona                  |                          |  |  |       |  |  |                       |  |  |                       |  |
|                                      |                                       | Agnese d'Aquitania                   | Guglielmo IX d'Aquitania |  |  |       |  |  |                       |  |  |                       |  |
|                                      |                                       | Agnese d'Aquitania                   | Guglielmo IX d'Aquitania |  |  |       |  |  |                       |  |  |                       |  |
|                                      |                                       | Agnese d'Aquitania                   | Filippa di Tolosa        |  |  |       |  |  |                       |  |  |                       |  |
|                                      |                                       | Agnese d'Aquitania                   |                          |  |  |       |  |  |                       |  |  |                       |  |

### Fonti primarie
- (LA)  Monumenta Germaniae Historica, Scriptores, Tomus XXIII.
- (LA)  Rerum Gallicarum et Francicarum Scriptores, tomus XII.
- (LA)  España Sagrada, Tomus XXIII.
- (LA)  Pruebas de la Historia de la Casa de Lara[collegamento interrotto].
- (LA)  Provas da Historia Genealogica da Casa Real Portugueza, tomo I.
- (LA)  Layettes du Trésor des Chartes, tomo II.

### Letteratura storiografica
- Rafael Altamira, La Spagna (1031-1248), in «Storia del mondo medievale», vol. V, 1999, pp. 865–896
- Edgar Prestage, "Il Portogallo nel medioevo", in "Storia del mondo medievale", vol. VII, 1999, pp. 576–610
- (ES)  Historia de los condes de Urgel, Tomo I.
- (ES) Nobiliario, su books.google.com.br.
- (EN) Chaytor, H. J. A History of Aragon and Catalonia, su libro.uca.edu.